# Mastopekcja

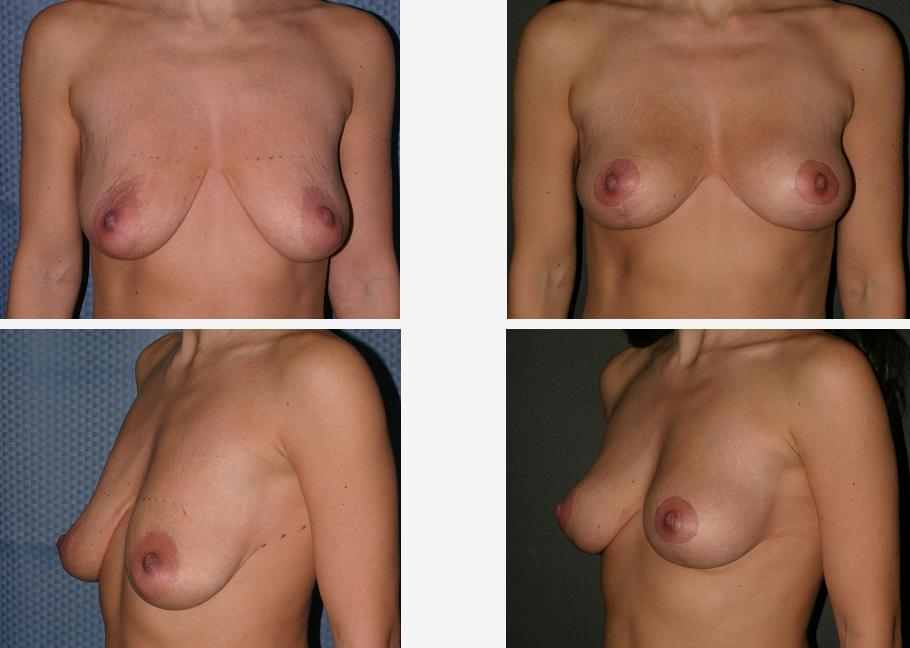
Zabieg uniesienia piersi (mastopeksja)

Mastopekcja (ang. Mastopexy) znana również jako „podniesienie piersi” jest zabiegiem chirurgicznym polegającym na podniesieniu piersi i nadaniu im nowego kształtu, poprzez usunięcie nadmiaru skóry i tkanki piersiowej. Zabieg ten często jest łączony z takimi procedurami chirurgicznymi jak powiększanie lub redukcja piersi.
Kształt piersi zmienia się z wiekiem, naturalne procesy starzenia powodują mniejszą elastyczność skóry, dodatkowo siła grawitacji i wahania wagi mogą przyczyniać się do obwisłego wyglądu piersi. Przy pomocy zabiegu podniesienia piersi, poprawie ulega ich kształt, sylwetka wygląda młodziej, zwiększa się pewność siebie kobiety. Wadami zabiegu są blizny, piersi z czasem i tak powrócą do stanu sprzed operacji. Ciąża bardzo często powoduje konieczność przeprowadzenia ponownej operacji.

## Kandydatka do zabiegu

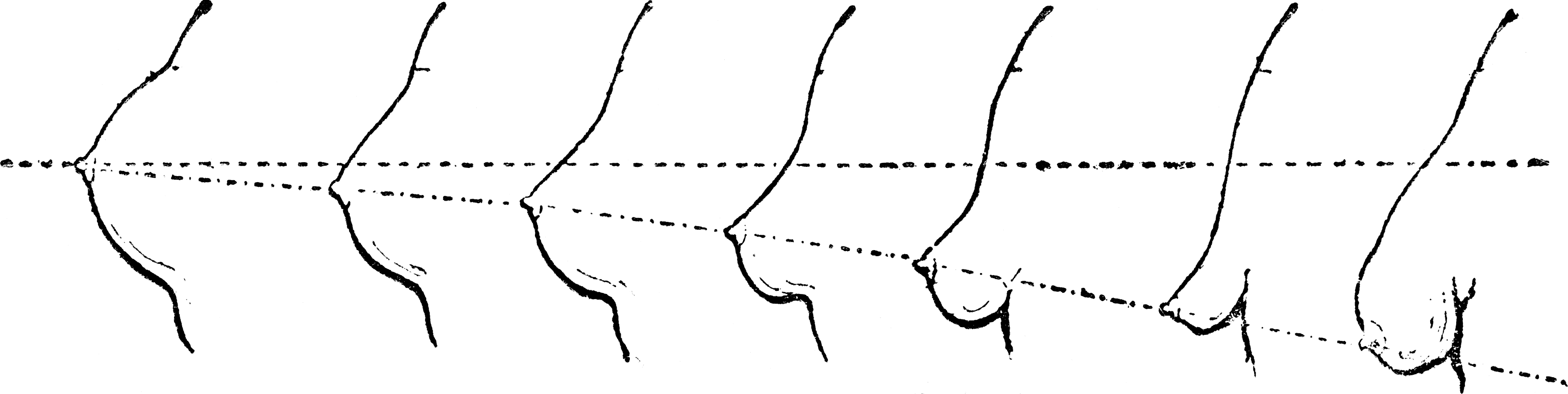
Stopniowe opadanie kobiecego biustu

Aby zwiększyć bezpieczeństwo zabiegu i zminimalizować ryzyko wystąpienia powikłań, kobieta zgłaszająca się na zabieg powinna cieszyć się dobrym ogólnym stanem zdrowia, utrzymywać wagę na stałym poziomie. Zabieg przeprowadzany jest przede wszystkim u kobiet, które posiadają obwisłe lub niesymetryczne piersi, z brodawkami skierowanymi w dół. Kobieta zgłaszająca się na mastopeksję, powinna być stabilna emocjonalnie i mieć realistyczne oczekiwania, co do rezultatu zabiegu. W przypadku planowania ciąży zaleca się wstrzymanie z decyzją o zabiegu, ze względu na fakt, że ciąża może zepsuć rezultaty zabiegu.
Przeciwwskazaniami do zabiegu są przewlekłe infekcje, ciąża oraz karmienie piersią. Zabieg nie jest zalecany u osób z problemami z prawidłową krzepliwością krwi, nadciśnieniem tętniczym, cukrzycą, chorobami nowotworowymi czy posiadające guzki i torbiele w piersiach. 

## Bezpieczeństwo zabiegu
Mastopeksja jak każdy zabieg chirurgiczni niesie ze sobą ryzyko wystąpienia powikłań. Do najczęstszych można zaliczyć krwiaki, infekcje, zaburzenia czucia, czy zakrzepica żył. Ponadto może wystąpić słabe gojenie się ran, rozległe blizny, piersi mogą być niesymetryczne.

## Przygotowanie do zabiegu
Przed każdym zabiegiem z zakresu chirurgii plastycznej powinny być przeprowadzanie konsultacje lekarskie. Chirurg zbiera wywiad zdrowotny, sprawdza wyniki badań, w celu wykluczenia przeciwwskazań do zabiegu podniesienia piersi. Częstą praktyką jest profilaktyczne wykonywanie mammografii przed zabiegiem. Dodatkowo zlecane są takie badanie jak: prześwietlenie klatki piersiowej, podstawowe badania krwi i moczu, EKG. Na co najmniej 6 tygodni przed zabiegiem zaleca się odstawienie palenia papierosów oraz przyjmowania leków i suplementów diety wpływających na rozrzedzanie krwi. Są to wszystkie leki zawierające kwas acetylosalicylowy, jak np. aspiryna.
Na co najmniej dwa tygodnie przez zabiegiem niewskazane jest spożywanie napojów alkoholowych. Pierwsze kilka dni przed planowanym zabiegiem potrzebna jest pomoc drugiej osoby, dlatego należy zorganizować sobie opiekę jeszcze przed zabiegiem.

## Przebieg zabiegu

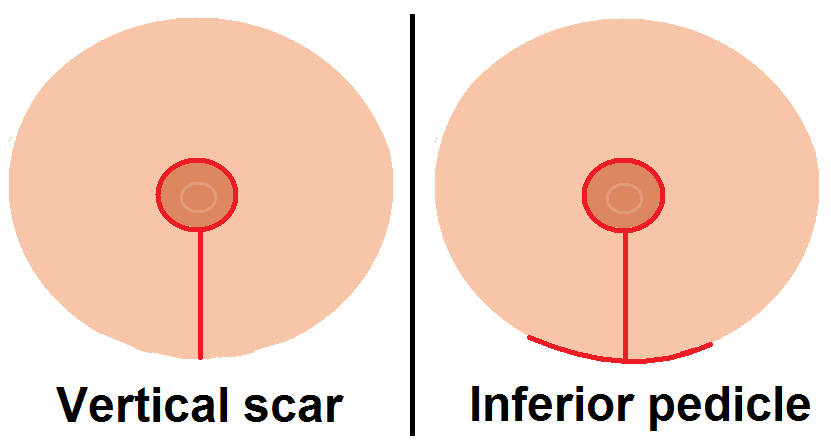
Mastopeksja – metody przeprowadzania nacięć

Zabieg przeprowadza się w znieczuleniu ogólnym i trwa on zazwyczaj 2 do 3 godzin. W zależności od wybranej metody, chirurg wykonuje odpowiednie nacięcia. Najczęściej zabieg przeprowadza się techniką wertykalną unikającą poziomego nacięcia w fałdzie podpiersiowym, po pozwala uzyskać naturalny kształt piersi. Następnie chirurg poprawia kształt i kontur piersi, poprzez modelowanie dolnej części gruczoły sutkowego. Aby biust po zabiegu wyglądał naturalnie, unoszone są również brodawki. Poprzez wycięcie nadmiaru skóry chirurg wpływa na jej lepsze napięcie oraz jędrność biustu, przyczyniając się do ich nie opadania. W celu uzyskania lepszego rezultatu praktykuje się łączenie procedury z redukcją piersi lub użyciem implantów. Po zabiegu na gruczoł piersiowy zakładane są szwy wchłanialne a na otoczka pojedynczymi szwami nie wchłanialnymi. Jeśli operacja podniesienia piersi jest połączona z wszczepieniem implantu piersiowego, wówczas jest on umieszczany bezpośrednio pod gruczołem piersiowym lub pod mięśniem piersiowym większym.

## Rekonwalescencja
Do domu można wrócić tego samego dnia lub zostać na dobę w klinice. Po zabiegu poza opatrunkami, biust powinien być zabezpieczony przy pomocy specjalnego biustonosza, który noszony jest, minimum 4 tygodnie. W celu lepszego odprowadzenia krwi i płynów może być założony drenaż. Opuchlizna i dolegliwości bólowe ją naturalnym następstwem zabiegu i ustępują w ciągu kilku dni. Nawet do 6 tygodni może występować drętwienie piersi i sutków. Dolegliwości bólowe łagodzone są przy użyciu doustnych środków przeciwbólowych. Na czas powrotu do zdrowia należy unikać spania na brzuchu. Sport oraz aktywność seksualną można wznowić zazwyczaj już po 2 tygodniach po zabiegu. Szwy ściągane sa podczas pierwszej wizyty kontrolnej po 2 tygodniach od zabiegu. Do czasu całkowitego wygojenia się blizn należy unikać wystawiania ich na promieniowanie słoneczne. Zabieg podniesienia biustu nie wyklucza karmienia piersią w przypadku przyszłej ciąży, jednak ciążą może zniwelować efekty zabiegu.